# کیک‌بوکسور ۵
کیک‌بوکسور ۵ (انگلیسی: Kickboxer 5) فیلمی آمریکایی در ژانر اکشن و رزمی به کارگردانی کریستین پیترسون است که در سال ۱۹۹۵ منتشر شد. از بازیگران آن می‌توان به مارک داکاسیوس و گوین هود اشاره کرد.